# Kombolói

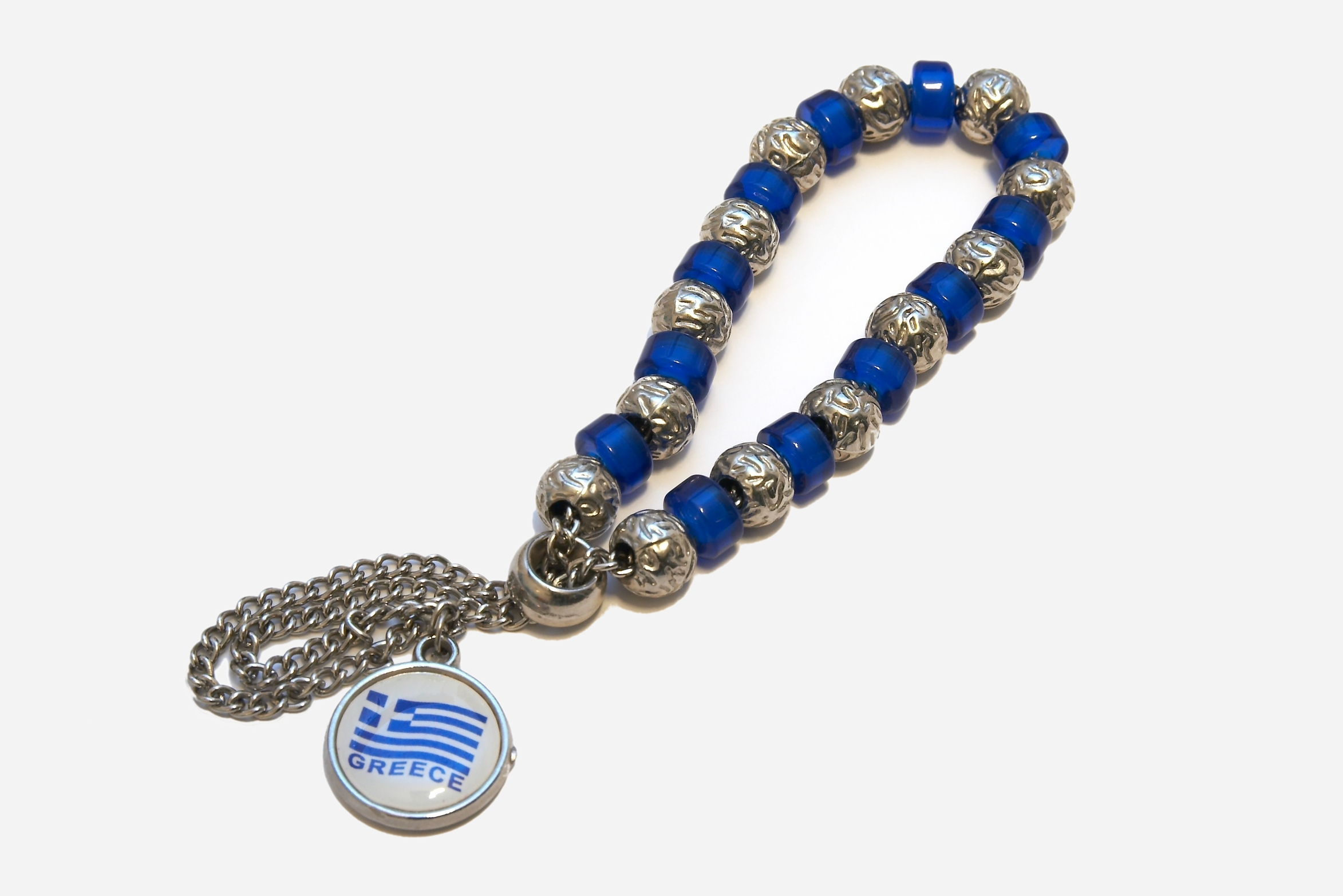
Kombolói griego

El kombolói, proveniente del griego κομπολόι AFI [kombo'loj] o [kobo'loj], es un popular juguete griego con cuentas, similar a un rosario pero sin propósito religioso. Se utiliza como pasatiempo, método relajante de control del estrés y como posible método para el control de la ansiedad.
Tiempo atrás, este juguete solo podía ser utilizado por hombres, la mayoría de ellos de edad, pero con el paso de tiempo se convirtió en un objeto al alcance de ambos sexos y empezó a tener popularidad entre los jóvenes griegos.

## Etimología
En griego moderno, la palabra κομπολόι deriva de κομβολόγιον < κόμβος "nudo" + -λόγιο "colección". Se suele referir a la frase σε κάθε κόμπο προσευχή λέω, "en cada nudo digo una oración"- κόμπο "nudo"-λέω "decir" > κόμπο-λέω > κομπολόι. Esta etimología concuerda con el hecho de que κομπολόι evolucionó desde κομποσκοίνι, la palabra griega para la tira de plegarias.

## Características
Los Kombolói se caracterizan por estar construidos con cualquier tipo de granos ensamblados sobre hilo encerado o cuerda. Los colores más utilizados son el ámbar y el coral; sin embargo, este también se puede encontrar de diferentes colores y diferentes materiales como: materiales no orgánicos, metal o minerales. 
Generalmente el Komobolói se compone de un “sacerdote” (παπάς) y un escudo (θυρεός), tiene una longitud de aproximadamente de 32 centímetros y su estructura tiene un número impar de cuentas que en su mayoría oscila entre las 17 y las 21 cuentas, además, tiene una cuenta salida que ata los dos extremos del Kombolói y en su parte inferior usualmente lleva una decoración.